# استیو براون (هنرپیشه)
استیو براون (انگلیسی: Steve Braun؛ زادهٔ ۱۴ اوت ۱۹۷۶) یک هنرپیشه اهل ایالات متحده آمریکا است.